# Phyllis A. Whitney
Phillis Ayame Whitney (Yokohama, 9 settembre 1903 – Faber, 8 febbraio 2008) è stata una scrittrice statunitense.

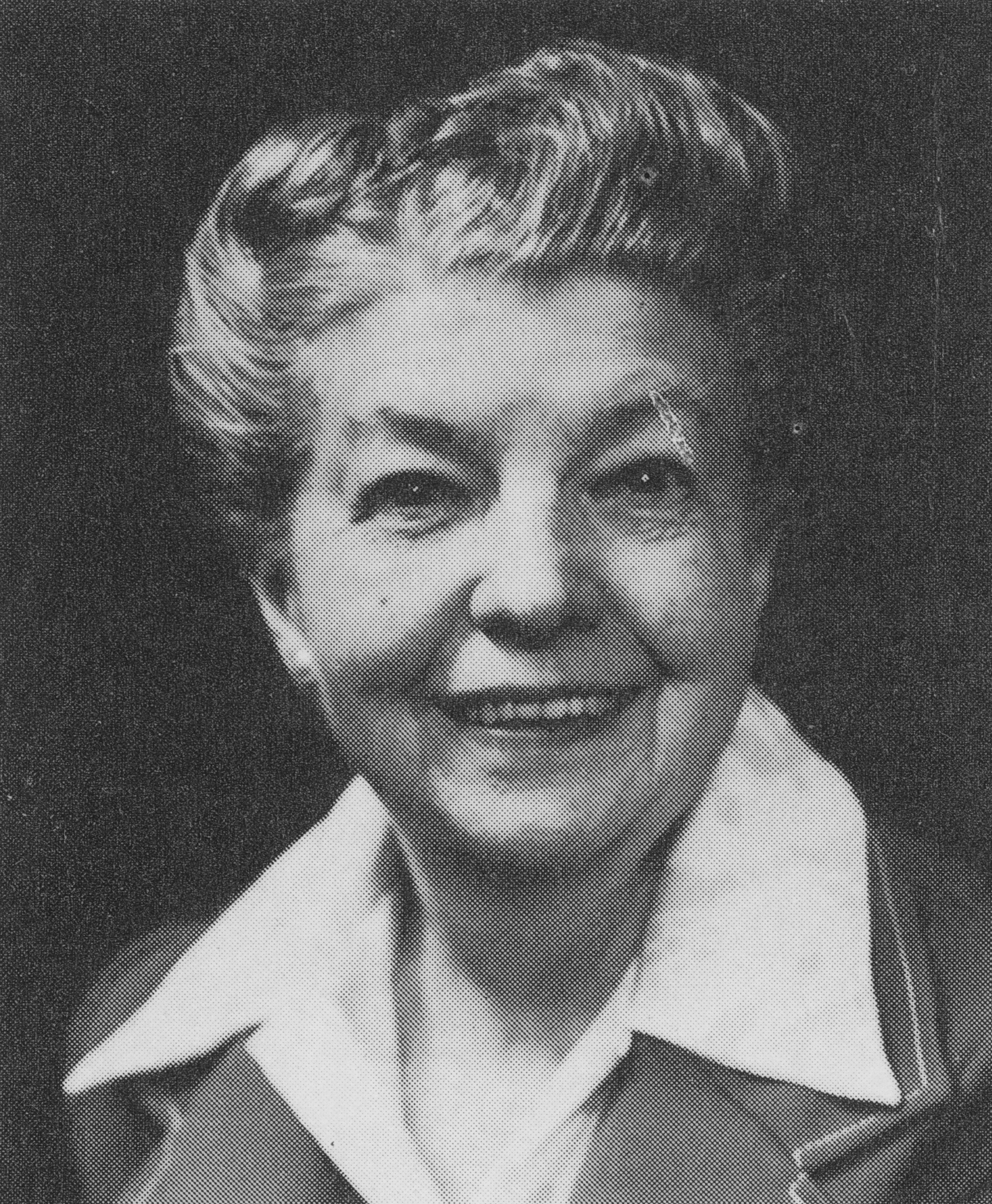
Phyllis Ayame Whitney nel 1985

Scrisse romanzi mystery sia per adulti che per ragazzi, molti dei quali ambientati in località esotiche. Veniva spesso descritta come una scrittrice "gotica", e il New York Times la elesse addirittura "Regina del gotico americano", ma il titolo non le piaceva. Preferiva definirsi "scrittrice di romanzi romantici di suspense".

## Biografia
Nacque in Giappone da genitori americani e passò i primi anni della sua vita in Asia.
Scrisse oltre 70 romanzi. Nel 1961, il suo libro The Mystery of the Haunted Pool vinse un Edgar Award del Mystery Writers of America come miglior romanzo per ragazzi. Ne vinse un altro nel 1964 per The Mystery of the Hidden Hand. Nel 1988, il Mystery Writers of America le conferì il Grand Master Award.
Morì di polmonite l'8 febbraio 2008, all'età di 104 anni.

## Opere
- A Place for Ann (1941)
- A Star for Ginny (1942)
- A Window for Julie (1943)
- Red is for Murder (1943), ristampato come The Red Carnelian (1965)
- The Silver Inkwell (1945)
- Writing Juvenile Fiction (1947)
- Willow Hill (1947)
- Ever After (1948)
- The Mystery of the Gulls (1949)
- Linda's Homecoming (1950)
- The Island of Dark Woods (1951), ristampato come Mystery of the Strange Traveler (1967)
- Love Me, Love Me Not (1952)
- Step to the Music (1953)
- Mystery of the Black Diamonds (1954)
- A Long Time Coming (1954)
- Mystery on the Isle of Skye (1955)
- Tempo di ricominciare (The Quicksilver Pool) (1955)
- The Fire and the Gold (1956)
- The Highest Dream (1956)
- Le colline tremano The Trembling Hills (1956)
- Mystery of the Green Cat (1957)
- Skye Cameron (1957)
- Secret of the Samurai Sword (1958)
- The Moonflower (1958)
- Creole Holiday (1959)
- Mystery of the Haunted Pool (1960)
- Thunder Heights (1960)
- Secret of the Tiger's Eye (1961)
- Blue Fire (1961)
- Mystery of the Golden Horn (1962)
- Window on the Square (1962)
- Mystery of the Hidden Hand (1963)
- Seven Tears for Apollo (1963)
- Secret of the Emerald Star (1964)
- Black Amber (1964)
- Mystery of the Angry Idol (1965)
- Sea Jade (1965)
- Columbella (1966)
- Secret of the Spotted Shell (1967)
- Rose azzurre (Silverhill) (1967)
- Il giardino a scacchiera (Hunter's Green) (1968)
- Secret of Goblin Glen (1969)
- The Mystery of the Crimson Ghost (1969)
- The Winter People (1969)
- Secret of the Missing Footprint (1969)
- L'isola perduta (Lost Island) (1970)
- The Vanishing Scarecrow (1971)
- Nobody Likes Trina (1972)
- Listen for the Whisperer (1972)
- Mystery of the Scowling Boy (1973)
- Snowfire (1973)
- The Turquoise Mask (1974)
- Secret of Haunted Mesa (1975)
- Spindrift (1975)
- The Golden Unicorn (1976)
- Writing Juvenile Stories and Novels (1976)
- Secret of the Stone Face (1977)
- The Stone Bull (1977)
- The Glass Flame (1978)
- Domino (1979)
- Poinciana (1980)
- Vermiglio Vermilion (1981)
- Guide to Fiction Writing (1982)
- Emerald (1983)
- Rainsong (1984)
- Dream of Orchids (1985)
- Flaming Tree (1986)
- Silversword (1987)
- La piuma sulla luna (Feather on the Moon) (1988)
- Arcobaleno nella nebbia (Rainbow in the Mist) (1989)
- The Singing Stones (1990)
- Una donna senza passato (Woman Without a Past) (1991)
- The Ebony Swan (1992)
- Star Flight (1993)
- Daughter of the Stars (1994)
- Amethyst Dreams (1997)